# Noon
Noon, vlastním jménem Mikołaj Bugajak (* 1979 Varšava) je polský hip-hopový producent pocházející z varšavského sídliště Jelonki, vlastník studia 33 Obroty, a také spoluzakladatel (společně s Mikołajem Skalskim) studia S-33.

## Životopis
Noon (dříve známý jako Komay), začal kariéru s uskupením Grammatik společně s kterým roku 1998 vydal desku "EP". Album bylo po dokončení několika skladeb został vydané přes label Blend Records pod názvem "EP+". V roce 2000 byl vydán nejvíce známý počin skupiny: "Światła miasta". Album propagovaly singly "Friko" a "Nie ma skróconych dróg", ke kterým byly natočené videoklipy. Po vydání však opustil Noon Grammatik kvůli, jak pověděl v jednom z rozhovorů "uvědomění si toho, že by s nimi mohl dělat pořád jen to samé."
V roce 2000 Bugajak nahrál sólové album "Bleak Output". Ze začátku bylo album vydáno pouze v Nizozemsku, v roce 2001 se objevilo i na polském trhu díky sublabelu nakladatelství Asfalt Records – Teeto Records. Samply, získané výlučně z polských vinylových desek, dotvářely poklidné klima na desce. "Bleak Output" se dočkalo v roce 2004 znovuvydání, rozšířené o dříve nevydané počiny: Near Escape a Near Escape (Supra Remix), také Vision a Bonus Breakz z singlu "Vision".
Mezitím v roce 2001 Noon nahrál společně se štětínským DJem Twisterem 11-minutový singl "Vision". Neohlašoval ale žádné nové album. V roce 2001 také Noon nahrál remix utworu Rozmowa, na singel Łony pod tym samym tytułem.
Po sólové desce Noon začal spolupracovat s varšavským raperem Pezetem. Jejich společná deska "Muzyka klasyczna" se u posluchačů setkala s vřelým přijetím. Jako hosté na albu vystoupili: Mes, Fokus, Grammatik, Małolat i Ash. Album propagovaly dva singly: Re-fleksje i Seniorita (Gorąca krew). K oběma singlům byly nahrány videoklipy.
V roce 2003 Noon nahrál desku "Gry studyjne". Jak později autor komentoval, byla to koláž z právě z 400 hudebních stop získaných pouze z starých vinylových desek, v převážné většině polských, a také sestavení klasických hip-hopových technik tvorby zvuků s novodobou, volně interpretovanou rytmikou. "Gry studyjne" jsou především mix emocí, z jedné části ničivých, ponurých i autobiografických a z druhé jednoduchých a dobrých. Mix rozpaků i naděje, založený na ambientních zvucích. K titulní skladbě Gry studyjne byl nahrán videoklip. Deska však nezískala takovou popularitu jako dřívější Noonovo album.
Rok 2004 přinesl další album ve spolupráci Pezet/Noon pod nazvem "Muzyka poważna". Album propagovaly skladby: Nie jestem dawno i Szósty zmysł, ke kterým byly natočeny videoklipy. O několik měsíců později byl vydán singl Szósty zmysł v balení bez tištěných materiálů. Bylo na něm možné slyšet (oproti originální verzi skladby) remix štětínského producenta Webbera, obě skladby též byly hrány v radiích.
Noon vystoupil jako host ve skladbě "Zwykle nie rapują, ale..." od 2cztery7. V roce 2005 Noon udělal podklad k skladbě Siedem dni na kompilaci "U ciebie w mieście 2". Rovněž byl natočen videoklip ke skladbě W branży. Videoklip propagoval výběr "Pozycje obowiązkowe vol. 1" od vydavatelství Embargo Nagrania . Tento výběr obsahuje alba "Muzyka poważną", také "Muzyka klasyczną" a je rozšířen o skladby Siedem dni a Mantra z roku 2002.
Noonova skladba Soker se objevila na kompulaci přidané k 25. číslu časopisu "Notes na sześć tygodni". Noon na podzim roku 2006 plánoval vydání svého třetího sólového alba "8 bitów", nakonec však nebyl spokojen se svým výsledkem a ustoupil od vydání alba. 18. ledna 2008 byla vydána třetí sólová deska Noona pod názvem "Pewne sekwencje".

## Diskografie
- (1998) Grammatik – EP
- (1998) Grammatik – EP+
- (2000) Grammatik – Światła miasta
- (2000) Noon – Bleak Output
- (2001) Noon & DJ Twister – Vision
- (2002) Pezet/Noon – Muzyka klasyczna
- (2003) Noon – Gry studyjne EP
- (2004) Noon – Bleak Output (Special Edition)"
- (2004) Pezet/Noon – Muzyka poważna
- (2005) Pezet/Noon – Muzyka klasyczna/Muzyka poważna (Edycja Specjalna)
- (2008) Noon – Pewne sekwencje

## Videoklipy
- (2002) Pezet/Noon – Re-fleksje
- (2002) Pezet/Noon – Seniorita
- (2003) Noon – Gry studyjne
- (2004) Pezet/Noon – Szósty zmysł
- (2004) Pezet/Noon – Nie jestem dawno
- (2004) Pezet/Noon – W branży